# Апаково (Ульяновська область)
Апаково (рос. Аппаково) — село в Мелекеському районі Ульяновської області Російської Федерації.
Населення становить 221 особу. Входить до складу муніципального утворення Старосахчинське сільське поселення.

## Історія
Від 2004 року входить до складу муніципального утворення Старосахчинське сільське поселення.

## Населення
| 2010 |
| ---- |
| 221  |